# 2023年のカナダ
2023年のカナダでは、2023年のカナダに関する出来事について記述する。

## 国王等
- 国王（イギリス国王が兼位。）
  - 第7代: チャールズ3世 （2022年9月8日 - ）
- 総督
  - 第30代: メアリー・サイモン （2021年7月26日 - ）
- 首相
  - 第29代: ジャスティン・トルドー （カナダ自由党、2015年11月4日 - ）

## できごと

### 通年
- カナダにおける2019年コロナウイルス感染症の流行状況（英語版）
- 2023年のカナダの森林火災（英語版）

### 1月

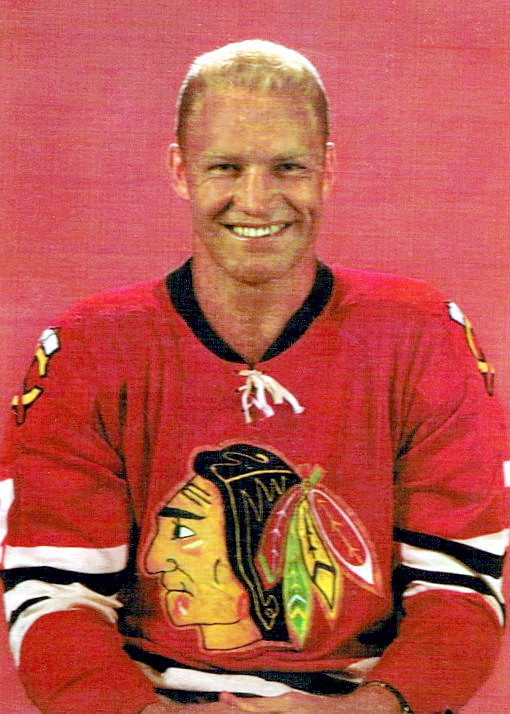
ボビー・ハル

- 1月12日 - ケベック州のプロパンガス会社で爆発が発生し、3人が死亡[1]。

### 2月
- 2月8日 - ケベック州モントリオール近郊のラヴァルの保育所の建物にバスが突っ込み、子ども2人が死亡、6人が負傷した。運転手の男が殺人などの容疑で逮捕された[2]。
- 2月11日 - 2023年中国気球事件に関連し、ユーコン準州の上空でアメリカのF-22 (航空機)が物体を撃墜した[3]。
- 2月13日 - オンタリオ州オタワの住宅地でガス爆発が発生し、少なくとも7人が負傷[4]。

### 3月
- 3月6日 - 第26回トロント映画批評家協会賞
- 3月13日 - ケベック州アムキ（英語版）でトラックが歩行者の列に突っ込み、2人が死亡、9人が負傷[5]。
- 3月15日 - 2023 ワールド・ベースボール・クラシックのグループリーグC組で野球カナダ代表は2勝2敗となり、5大会連続で1次ラウンドで敗退[6]。
- 3月16日 - ケベック州モントリオールの旧市街地で火災が発生し、7人が死亡[7]。
- 3月26日 - ブリティッシュコロンビア州バンクーバーのスターバックスで、屋外で電子タバコを吸っていた人に対して幼児の近くで吸わないよう注意した男性がその喫煙者から刺されて死亡[8]。
- 3月28日 - サマー・マッキントッシュが競泳女子400メートル自由形で3分56秒08を記録し、世界新記録（英語版）（当時）を達成[9]。

### 4月
- 4月1日 - サマー・マッキントッシュが競泳女子400メートル個人メドレーで4分25秒87を記録し、世界新記録（英語版）を達成[10]。
- 4月5日 - オンタリオ州とケベック州でのアイス・ストーム (気象)（英語版）により2人が死亡、100万戸以上が停電[11]。
- 4月12日 - NBA・2022-2023シーズンのNBAでレギュラーシーズンをカンファレンス9位で終えたトロント・ラプターズがプレーイン・トーナメントでシカゴ・ブルズにスコア105-109で敗れて、NBAプレーオフに進出することなくシーズンを終了[12]。
- 4月16日 - オンタリオ州ブランプトンで開催された2023年の女子アイスホッケー世界選手権（英語版）の決勝でカナダ代表がアメリカ代表に敗れて準優勝[13]。
- 4月17日 - トロント・ピアソン国際空港での窃盗事件（英語版）
- 4月19日 - 2023年のカナダ連邦職員ストライキ（英語版）が開始

### 5月

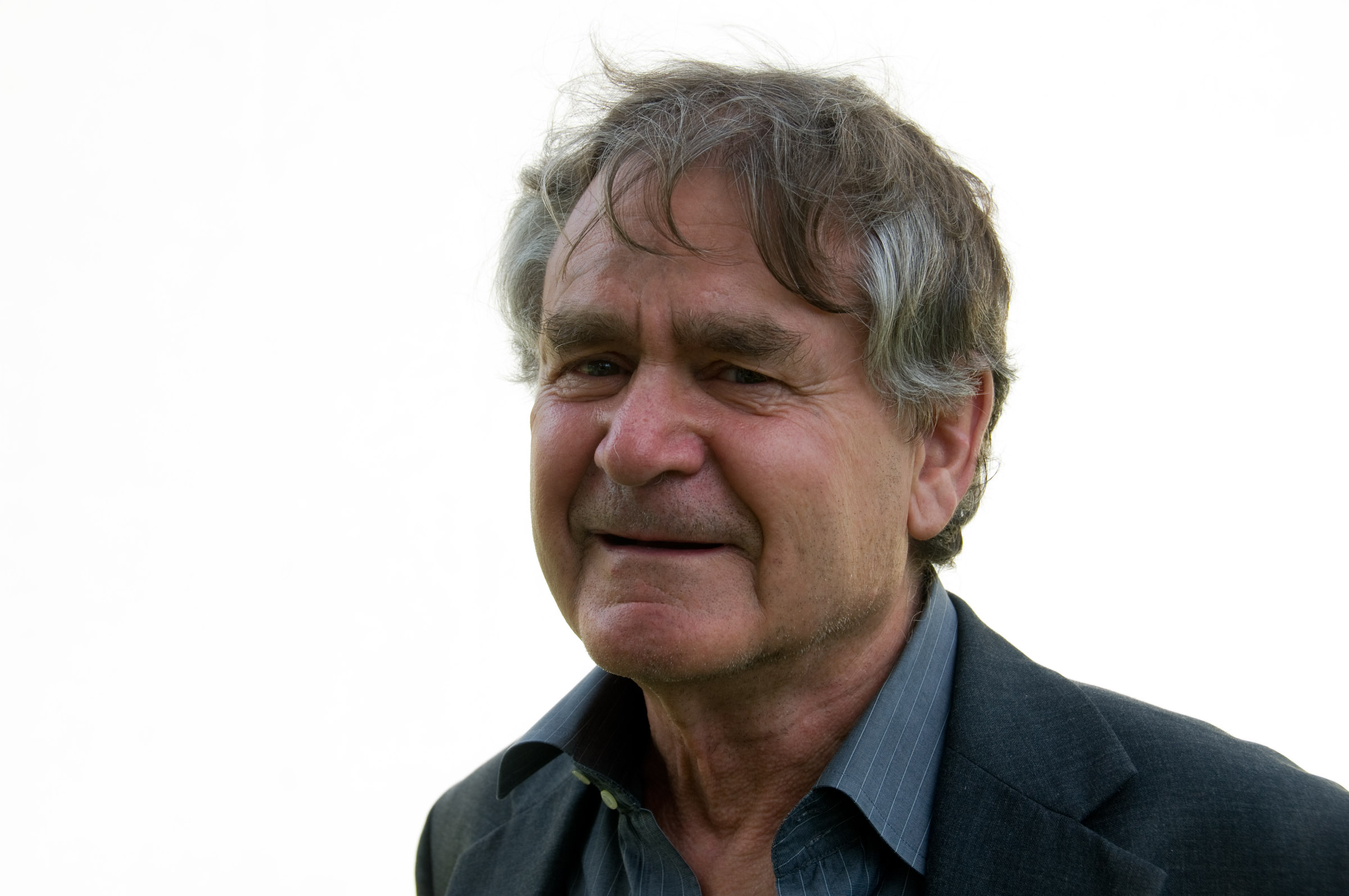
イアン・ハッキング

- 5月9日 - NBA・インディアナ・ペイサーズに所属のベネディクト・マサリンがNBAオールルーキーチーム（1stチーム）を受賞[14]。
- 5月12日 - NHL・2023年のスタンレー・カップ・プレーオフ（英語版）の2回戦でトロント・メープルリーフスがフロリダ・パンサーズに1勝4敗で敗れてシーズン終了[15]。
- 5月21日 - 第49回先進国首脳会議に参加し、同月19日に他国の首脳と一緒に広島平和記念資料館を訪問していたトルドー首相がこの日にも再訪していたことが後に判明した[16]。
- 5月24日 -  サウジアラビアと2018年以来の国交正常化[17]。
- 5月26日 - 歌手のセリーヌ・ディオンが健康問題（スティッフパーソン症候群の再発）を理由に翌2024年までの全ての公演の中止を発表[18]。
- 5月31日 - 世界禁煙デーにあわせて、政府は健康に関する警告をたばこ1本1本に表示することを義務付けると発表。同年8月1日より段階的に施行[19]。

### 6月
- 6月11日 - PGAツアー・カナディアン・オープンでニック・テイラー（英語版）が優勝。同大会のカナダ人の優勝は1954年のパット・フレッチャー（英語版）以来69年ぶり[20]。
- 6月15日 - マニトバ州で大型トラックと小型バスが衝突し、少なくとも15人が死亡、10人が負傷[21]。
- 6月17日 - サッカーカナダ代表で歴代最多出場記録を持つアティバ・ハッチンソンが代表引退を表明[22]。
- 6月18日
  - ニューファンドランド島の南東沖で潜水艇タイタン沈没事故が発生し、5人が死亡。当初は5日間の緊急用酸素が尽きたことによる死亡と推定されたが、後に1日目に水圧によって潜水艇が損壊していたことが判明した[23]。
  - 2022-23 CONCACAFネーションズリーグ（英語版）の決勝（英語版）でサッカーカナダ代表がアメリカ代表にスコア0-2で敗れて準優勝[24]。
  - ブリティッシュコロンビア州バンクーバー郊外でカリスタン運動（英語版）の著名メンバーでシーク教コミュニティーのリーダーのハーディープ・シン・ニジャール(英語版)が銃撃により死亡[25]。
- 6月22日
  - IT大手が自社のプラットフォーム上で表示するニュース記事について、提供元の報道機関に利用料の支払いを義務付けるオンラインニュース法（英語版）が可決[26]。
  - 2023年のNBAドラフトにおいて1巡目24位でオリビエ＝マクサンス・プロスパー、2巡目33位でレナード・ミラーが指名された[27]。
- 6月26日 - 2023年トロント市補欠選挙
- 6月27日 - 化粧品の動物実験（英語版）の禁止を含む食品医薬品法の改正法が成立[28]。
- 6月28日
  - オンタリオ州のウォータールー大学でジェンダー研究の授業中に教授と学生2人がナイフで刺されて負傷[29]。
  - 2023年のNHLドラフト（英語版）でコナー・ベダードがシカゴ・ブラックホークスが全体1位で指名された[30]。

### 7月
- 7月10日 - 2023年のMLBドラフトでマイルズ・ネイラー（英語版）がオークランド・アスレチックスから戦力均衡ラウンドAの全体39位で指名された[31]。
- 7月14日～30日 - 2023年世界水泳選手権
  - 2023年世界水泳選手権カナダ選手団（英語版）
- 7月23日 - FIBA U19女子バスケットボール・ワールドカップ（英語版）の3位決定戦でカナダ代表がフランス代表をスコア80-73で破って銅メダルを獲得。
- 7月26日 - トルドー首相は内閣改造を実施、新内閣が発足[32]。
- 7月31日
  - 2023 FIFA女子ワールドカップのグループBでカナダ代表がグループステージで敗退[33]。
  - 初の6大会連続得点記録が期待されたクリスティン・シンクレアは無得点に終わった
  - FIFAワールドカップ史上初めてトランスジェンダーとして、クィン（英語版）が出場。

### 8月

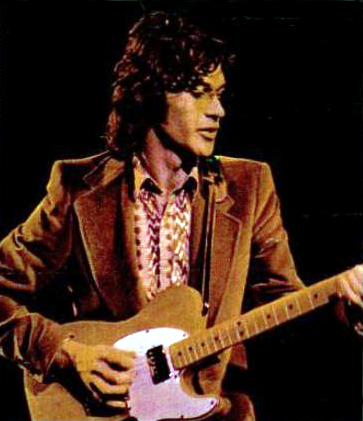
ロビー・ロバートソン

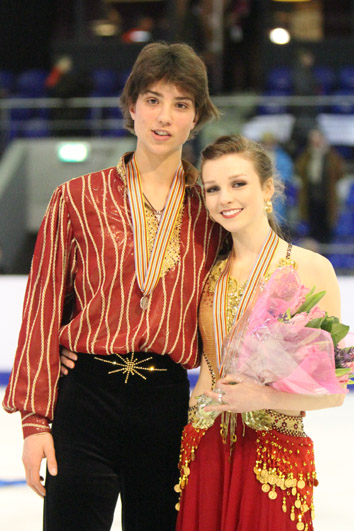
アレクサンドラ・ポール

- 8月2日 - トルドー首相が妻のソフィー・グレゴワール・トルドーとの別居を発表[34]。
- 8月7日～13日 - ATPツアー・マスターズ1000・2023年ナショナル・バンク・オープン（英語版）（カナダオープン）
- 8月中旬 - ノースウエスト準州で大規模な森林火災により非常事態が宣言され、全住民約2万人に避難命令[35]。
- 8月19日～27日 - 2023年世界陸上競技選手権大会
  - 2023年世界陸上競技選手権カナダ選手団（英語版）

### 9月
- 9月7日～17日 - 第48回トロント国際映画祭
- 9月10日 - 2023年FIBAバスケットボール・ワールドカップの3位決定戦でカナダ代表がアメリカ代表を破って3位となった[36]。ベスト5にカナダからはシェイ・ギルジャス＝アレクサンダーが選出された[37]。
- 9月22日 - ウクライナのウォロディミル・ゼレンスキー大統領がカナダ議会で演説[38]。
- 9月22日 - トルドー首相は6.5億カナダドル（約715億円、3年間）を支援、装甲車両の提供を発表[39]。

### 10月
- 10月3日 - 黒人初の下院議長にグレッグ・ファーガス（英語版）が選出された[40]。
- 10月4日 - 2023年のトロント・ブルージェイズは、2023年のアメリカンリーグワイルドカードシリーズ（英語版）でミネソタ・ツインズに0勝2敗でシーズン終了[41]。
- 10月8日 - 2024年パリオリンピックのバレーボール競技・男子予選のプールCでバレーボールカナダ男子代表が5勝2敗で2位となり、パリオリンピックの出場権を獲得[42]。
- 10月9日 - NBAのプレシーズンゲームとしてNBAカナダシリーズ（英語版）がバンクーバーのロジャーズ・アリーナで開催（トロント・ラプターズ対サクラメント・キングス）
- 10月27日～29日 - 2023/2024 ISUグランプリシリーズ第2戦の2023年スケートカナダ
- 10月29日 - 2023年NHLヘリテージクラシック（英語版）がアルバータ州エドモントンのコモンウェルス・スタジアムで開催され、エドモントン・オイラーズがカルガリー・フレームスにスコア5-2で破った[43]。

## 死去

### 1月
- 1月5日 - マイケル・スノー（英語版）：映画監督、芸術家、ミュージシャン（* 1928年）
- 1月9日 - ジョージ・S・ジンベル（英語版）：アメリカ出身のカナダの写真家（* 1929年）
- 1月12日 - ロビー・バックマン：ドラマー、元バックマン・ターナー・オーヴァードライヴメンバー（* 1953年）
- 1月15日 - ジノ・オジック（英語版）：アイスホッケー選手（* 1970年）
- 1月27日 - フロイド・スニード（英語版）：ドラマー、元スリー・ドッグ・ナイトメンバー（* 1942年）
- 1月30日 - ボビー・ハル：アイスホッケー選手、ホッケーの殿堂（* 1939年）

### 2月

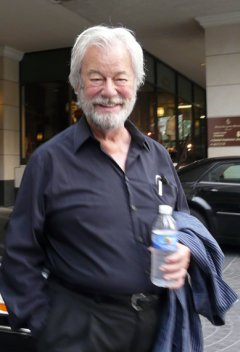
ゴードン・ピンゼント

- 2月2日 - ラニー・ポッフォ：プロレスラー（* 1954年）
- 2月4日 - ドン・ブラックバーン（英語版）：アイスホッケー選手（* 1938年）
- 2月12日 - ビリー・トゥー・リバーズ（英語版）：プロレスラー、俳優（* 1935年）
- 2月13日 - グイド・バッソ（英語版）：ジャズトランペット奏者（* 1937年）
- 2月25日 - ゴードン・ピンゼント：俳優（* 1930年）

### 3月
- 3月7日 - リン・シーモア：バレエダンサー、振付師（* 1939年）
- 3月11日 - キース・ジョンストン（英語版）：イギリス出身のカナダの演出家、劇作家（* 1933年）
- 3月16日
  - クロード・フルニエ（英語版）：映画監督（* 1931年）
  - シャロン・アッカー（英語版）：女優（* 1935年）
- 3月19日 - デーブ・ガードナー（英語版）：（* 1952年）
- 3月21日 - チャールズ・E・バスチェン（英語版）：アニメーション監督（* 1962年）
- 3月27日 - ジョセリン・マーロック（英語版）：作曲家（* 1969年）

### 4月
- 4月1日 - ケン・ジラード（英語版）：アイスホッケー選手（* 1936年）
- 4月2日 - グレッグ・フランシス（英語版）：バスケットボールカナダ代表（* 1974年）
- 4月10日 - レイモンド ・サワダ（英語版）：アイスホッケー選手（* 1985年）
- 4月14日 - マリリン・ルース・テイク：フィギュアスケート選手（* 1928年）
- 4月28日 - ティム・バックマン（英語版）：ギタリスト、元バックマン・ターナー・オーヴァードライヴメンバー（* 1951年）

### 5月
- 5月1日 - ゴードン・ライトフット（英語版）：シンガーソングライター、フォークシンガー（* 1938年）
- 5月7日 - マルク・ラロンド：政治家、厚生大臣のときにラロンド・レポートを発表（* 1929年）
- 5月10日 - イアン・ハッキング：哲学者（* 1936年）
- 5月12日 - ジェリー・ハート（英語版）：アイスホッケー選手（* 1948年）
- 5月14日 - サマンサ・ワインスタイン（英語版）：女優（* 1995年）
- 5月15日 - ロン・ノースコット（英語版）：カーリング選手、世界カーリング選手権で3回優勝（* 1935年）
- 5月20日 - マーブ・エドワーズ（英語版）：アイスホッケー選手（* 1934年）
- 5月23日 - ビック・スタシュク（英語版）：アイスホッケー選手（* 1929年）
- 5月30日 - ルー・マーコン（英語版）：アイスホッケー選手（* 1935年）

### 6月
- 6月2日 - ウィリー・マーシャル（英語版）：アイスホッケー選手（* 1930年）
- 6月9日 - フロイド・マーティン（英語版）：アイスホッケー選手（* 1929年）

### 7月
- 7月9日 - 若林仁 (アイスホッケー)（メル若林）：アイスホッケー選手（* 1943年）
- 7月14日 - ビリー・マクミラン（英語版）：アイスホッケー選手（* 1943年）
- 7月15日 - ルー・モリソン（英語版）：アイスホッケー選手（* 1948年）
- 7月25日
  - パット・カーニー（英語版）：政治家（* 1935年）
  - ジョー・コワル（英語版）：アイスホッケー選手 (LW)（* 1956年）

### 8月
- 8月3日 - ボブ・マードック（英語版）：アイスホッケー選手 (D)（* 1946年）
- 8月6日 - ジル・ギルバート（英語版）：アイスホッケー選手 (G)（* 1949年）
- 8月9日 - ロビー・ロバートソン：ミュージシャン（* 1943年）
- 8月14日 - ボビー・バウン（英語版）：アイスホッケー選手 (D)（* 1936年）
- 8月22日 - アレクサンドラ・ポール：フィギュアスケート選手 (アイスダンス)（* 1991年）

### 9月
- 9月1日 - レイモンド・モリヤマ：建築家、都市計画家（* 1929年）
- 9月3日 - ブラッド・マクスウェル（英語版）：アイスホッケー選手 (D)（* 1957年）
- 9月11日 - エンデル・タルヴィング：心理学者、トロント大学名誉教授（* 1927年）

### 10月
- 10月5日 - ジョン・ベアー（英語版）：ボート競技選手、2008年北京オリンピック銅メダリスト（* 1974年）
- 10月13日 - ユベール・リーブズ（英語版）：天体物理学（* 1932年）
- 10月21日 - ナタリー・ゼモン・デービス（英語版）：歴史家、2010年にホルベア賞受賞（* 1928年）
- 10月25日 - エド・サンドフォード（英語版）：アイスホッケー選手、NHL通算502試合・106得点（* 1928年）

### 11月
- 11月9日 - デイヴィド・ゴティエ：哲学者（* 1932年）

### 12月
- 12月3日 - マイルズ・グッドウィン（英語版）：ミュージシャン（* 1948年）
- 12月5日 - ジョン・ランブル（英語版）：馬術競技選手、1956年メルボルンオリンピック銅メダリスト（* 1933年）
- 12月6日 - ノエル・キンセラ（英語版）：第42代カナダ上院議長（英語版）（* 1939年）
- 12月9日 - ハートランド・モナハン（英語版）：アイスホッケー選手 (LW)（* 1951年）
- 12月13日 - ジーン・カー（英語版）：アイスホッケー選手 (C)（* 1951年）
- 12月14日 - ケン・マッケンジー（英語版）：野球選手 (投手)、MLB通算129試合登板（* 1934年）